# Municipio de Manteno
El municipio de Manteno (en inglés: Manteno Township) es un municipio ubicado en el condado de Kankakee en el estado estadounidense de Illinois. En el año 2010 tenía una población de 11185 habitantes y una densidad poblacional de 117,74 personas por km².

## Geografía
Según la Oficina del Censo de los Estados Unidos, el municipio tiene una superficie total de 95 km², de la cual 94.74 km² corresponden a tierra firme y (0.27%) 0.25 km² es agua.

## Demografía
Según el censo de 2010, había 11185 personas residiendo en el municipio de Manteno. La densidad de población era de 117,74 hab./km². De los 11185 habitantes, el municipio de Manteno estaba compuesto por el 94.81% blancos, el 1.83% eran afroamericanos, el 0.29% eran amerindios, el 0.54% eran asiáticos, el 0.02% eran isleños del Pacífico, el 1.25% eran de otras razas y el 1.27% pertenecían a dos o más razas. Del total de la población el 5.45% eran hispanos o latinos de cualquier raza.